# Cavaleiros do Punhal

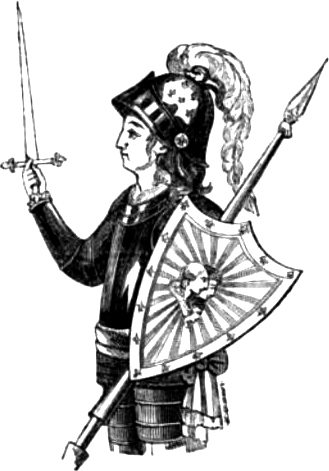
Cavaleiro do Punhal.
Estampa representando o sinal de reconhecimento dos cavaleiros do Punhal, na Jornada de 10 de Agosto de 1792, nas Tulherias. Ela foi gravada sobre um modelo ensanguentado achado sobre Villers, um dos Cavaleiros do Punhal, morto durante a jornada.

Os "Cavaleiros do Punhal" são um grupo constituido durante a Revolução Francesa, no Palácio das Tulherias.
A situação de aprisionamento em que vivia o Rei Luís XVI de França, observada pelos cortesãos fiéis ao monarca francês e a sua família, despertou o zelo de alguns entre eles e fez sugir o desejo de vê-lo libertado. Comenta-se de uma empreitada arquitetada para raptá-lo e conduzi-lo até Rouen através do rio, empreitada que provavelmente não saiu do papel. No entanto uma outra, ainda mais mal orquestrada, foi tentada pelos jovens da Corte.
Ao correrem rumores de que um atentado se preparava contra o Rei Luís XVI, várias centenas de cavalheiros se apresentaram nas Tulherias, em 28 de Fevereiro de 1791. Transformando em arsenal as armaduras do castelo, nelas esconderam pistolas, espadas curtas e até punhais, e apresentaram-se para o serviço empunhando pistolas e punhais.
Suspeitando de algum complô, os chefes da Guarda Nacional Francesa vão até ao Rei, queixar-se da evasão arquitetada, que chamam de traição. O monarca não encontra outra forma de poupar os jovens de grandes desgraças senão desarmando-os ele mesmo e forçando-os a retirarem-se. No entanto, forçados a passar por duas filas de guardas nacionais, eles não o fazem sem se sujeitar a apupos, expressões insultantes e mesmo alguns golpes.
Alguns dos "patriotas" que maltrataram os jovens juntaram o ridículo ao insulto, dando o título de "Cavaleiros do Punhal" àqueles que, acusados de tentar sequestrar o rei e sua família, permaneceram marcados por este nome por haver tentado sem sucesso sustentar os destroços de uma monarquia que desmoronava por todos os lados.

## Fonte(em francês)
- Louis-Pierre Anquetil, Histoire de France depuis les Gaulois jusqu'à la mort de Louis XVI, t. 9, Paris Janet et Cotelle, 1818.